# 마리에 리알코바
마리에 리알코바라스토베츠카(체코어: Marie Ljalková-Lastovecká, 혼전성 페트루샤코바(체코어: Petrušáková), 1920년 10월 3일 ~ 2011년 11월 7일)는 체코의 군인이다.

## 생애
폴란드(현재의 우크라이나) 호로덴카(Horodenka)에서 체코인 부모의 딸로 태어났다. 12세에 부모를 잃었고 스타니스와부프(Stanisławów, 현재의 우크라이나 이바노프란키우스크)에 거주하던 고모 밑에서 성장했다. 어른이 된 이후에는 미할 리알코(Michal Ljalko)와 결혼했다. 세계 대전 이후 그녀는 두 번 더 재혼했다.
제2차 세계 대전 이 진행 중이던 1942년 3월에는 체코슬로바키아 야전 부대에 참전했다. 1943년 3월 8일부터 3월 11일까지 일어난 소콜로보(Sokolovo) 전투에서는 독일군 병사 7명을 사살했다. 1944년에는 체코슬로바키아 탱크 부대에서 간호병으로 참전했다.
리알코바는 소련, 체코슬로바키아 군대에서 저격수 역할을 수행했으며 전쟁 과정에서 최소 30명에 달하는 병사를 사살했다. 소련 정부로부터는 적성훈장을 받았고 체코슬로바키아 정부로부터는 전쟁 십자가 훈장을 받았다.